# Сімелуе-Тенга
Сімелуе Тенга (Центральний Сімелуе) — район регентства Сімелуе на острові Сімелуе в індонезійській провінції Ачех. Згідно з переписом 2010 року, загальна кількість населення становила 9010 осіб, які проживали в 1930 домогосподарствах у 2005 році. Після відокремлення восьми деса / келурахан для створення окремого району Сімелуе Кат у 2012 році, зменшений район Сімеулу Тенга охоплює 112,48 км 2 і мав населення 7101 у 2014 році.

## Адміністративний поділ
Станом на 2010 рік Сімелуе Тенга був адміністративно поділений на 24 деса / келурахан. Однак у 2012 році вісім із них були усунуті від регентства, щоб сформувати нове регентство Сімелуе Кат. Решта шістнадцять деса / келурахан:
1. Діхіт
2. Айє
3. Кута Бату
4. Лакубанг
5. Ламаянг
6. Ламбая
7. латитик
8. Лауке
9. Лорі
10. Луан Соріп
11. Путра Джая
12. Себі
13. Сітуфа Джая
14. Суак Бару
15. Вел Лангкум
16. Добре, Добре